# Hydraena oaxaca
Hydraena oaxaca är en skalbaggsart som beskrevs av Perkins 1980. Hydraena oaxaca ingår i släktet Hydraena och familjen vattenbrynsbaggar. Inga underarter finns listade i Catalogue of Life.